# طبلبة
طبلبة بلدة تونسيّة شاطئيّة بمنطقة السّاحل التونسيّة. الواقعة أواسط السّواحل الشرقيّة للبلاد التـّونسيّة. وتمسح 21.560 كلم2
يحدّها شرقا البحر الأبيض المتوسّط وغربا مدينة المكنين وشمالا بلدة صيّادة الشاطئيّة وجنوبا البقالطة. إنّها تبعد بنحو 180 كلم جنوب العاصمة « تونس» و40 كلم جنوب مدينة « سوسة» التـّي يطلق عليها
« جوهرة السّاحل ». و25 كلم جنوب مدينة « المنستير» و18 كلم عن شمال مدينة « المهديّة ».

## لمحة تاريخيّة
يرجع ظهور مدينة طبلبة إلى العصر البربري حيث سكنت قبيلة بربرية تسمى (تاولبت) نزحت من المغرب الأقصى إلى مكان بالساحل التونسي واستقرت به، استقرّ بها الرومان والبيزنطيون حيث توجد بقايا كنيسة بمنطقة السكرين، عند الفتح الإسلامي دخل سكانها الدّين الجديد، ثمّ تعرّضت المدينة كسائر مدن الساحل إلى الزّحف الهلالي حيث تعرّضت الضّيعات إلى قلع المزروعات وقطع الأشجّار خاصّة الزيتون وتعرّض السكّان إلى التهجير والإبعاد.
أعيد تأسيس المدينة على يد الصّوفي عيـّاش بن أحمد بن عبد العزيز عيـّاش ذي الأصل اليمني والنّازح من المغرب الأقصى
عرف أهالي طبلبة الاستقرار والأمن الغذائي إذ كانت القطاّعات تدرّ أرباحا معتبرة وكانت المدينة أوجهة لطالبي الشغل، إلاّ أن غزوة الجنرال أحمد زروق سنة 1864 م أتلفت المحاصيل الزراعية واستحوذ جنوده على الأراضي الخصبة ممّا ولد نقمة من الأهالي على الباي ثم على المستعمر الفرنسي من بعده. بعد الاستقلال عرفت طبلبة نهضة اقتصادية متعددة الجوانب فلاحية بحرية وبرية وصناعية.

### تأسيس المعتمدية
كانت طبلبة قبل الحماية الفرنسية تابعة إلى قيادة المنستير ثم المهدية وبعد الاستقلال أصبحت تابعة إلى معتمدية المكنين من ولاية سوسة. وقد تم إحداث معتمدية طبلبة بمقتضى الفقرة الثانية من الفصل الرابع من الأمر عـــ155ـــدد بتاريخ 8 مارس 1974 الصادر بالرائد الرسمي عـــ19ــدد بتاريخ 12 مارس 1974 صفحة 583.

## مشاهير البلدة
- مصطفى كمال النابلي، وزير التخطيط سابقا و محافظ البنك المركزي سابقا.
- الطاهر بوسمة، محامي ووالي وعضو سابق في البرلمان.
- ظافر يوسف، عازف جاز وعود.

## أعلام
- ظافر يوسف
- مصطفى كمال النابلي

## مواضيع ذات علاقة
- ولاية المنستير.